# National Party of Australia
Die National Party of Australia (NPA, übersetzt „Nationale Partei Australiens“) ist eine konservative Partei in Australien. Sie tritt auch unter dem (nicht-offiziellen) Namen The Nationals öffentlich in Erscheinung.
Sie wurde 1920 als Vereinigung regionaler kleinbäuerlich-ländlicher Parteien und der Viehzüchter als Country Party gegründet. Die Viehzüchter gründeten und finanzierten die Partei und drückten sie in eine konservative Richtung. 1975 änderte sie ihren Namen zunächst in National Country Party, 1982 nahm sie schließlich den heutigen offiziellen Namen an. Ihre Kampagnen führt sie seit 2003 unter der Bezeichnung The Nationals.
Ihre soziale Basis hat sie noch immer vor allem in der ländlichen Bevölkerung abseits der großen Metropolen. Im Gegensatz zur Liberalen Partei Australiens vertritt sie stärker sozialstaatliche Positionen, obwohl sie sich von der Australian Labor Party distanziert.
Sie beteiligt sich traditionell als Juniorpartner an von der Liberalen Partei gebildeten Regierungen. So war sie auch an der konservativen Regierung von John Howard von 1996 bis 2007 beteiligt und mit ihr von 2007 bis 2013 zusammen in der Opposition. Seit der Parlamentswahl 2013 ist sie Teil der bürgerlichen Koalitionsregierung unter Tony Abbott.
Derzeitiger Parteivorsitzender seit März 2018 ist Michael McCormack.
Mitte des Jahres 2008 vereinigten sich die Ableger der Nationalen Partei und der Liberalen Partei im australischen Bundesstaat Queensland zur Liberal National Party.